# اوست-آلیکا
اوست-آلیکا (به لاتین: Ust-Aleyka) یک منطقهٔ مسکونی در روسیه است که در سرزمین آلتای واقع شده‌است.